# Назо
Назо (итал. Naso) — коммуна в Италии, располагается в регионе Сицилия, в провинции Мессина.
Население составляет 4512 человека (2008 г.), плотность населения составляет 125 чел./км². Занимает площадь 36 км². Почтовый индекс — 98074. Телефонный код — 0941.
Покровителем населённого пункта считается святой Конон из Назо.

## Демография
Динамика населения:

## Администрация коммуны
- Официальный сайт: